# Marrancos
Marrancos era una freguesia portuguesa del municipio de Vila Verde, distrito de Braga.

## Historia
Situada en la zona occidental del municipio de Vila Verde, lindando con el de Ponte de Lima, Marrancos perteneció en un principio al antiguo concelho de Penela do Minho, que tenía su sede en Portela das Cabras. Al quedar suprimido este concelho por Decreto de 24 de octubre de 1855, Arcozelo se integró en el de Vila Verde, creado entonces.
Fue suprimida el 28 de enero de 2013, en aplicación de una resolución de la Asamblea de la República portuguesa promulgada el 16 de enero de 2013 al unirse con la freguesia de Arcozelo, formando la nueva freguesia de Marrancos e Arcozelo.